# Berlin–Cottbus–Berlin 1989
Berlin–Cottbus–Berlin 1989 war die 65. Austragung des traditionsreichen Straßenradrennens Berlin–Cottbus–Berlin von Berlin in den Spreewald nach Cottbus und zurück nach Berlin. Ausgetragen wurde das Rennen für die Fahrer der Leistungsklasse und der Allgemeinen Klasse des Deutschen Radsportverbandes der DDR am 28. Mai. Auch die Radrennfahrer aus Betriebssportgemeinschaften (BSG) waren startberechtigt.

## Rennverlauf
Das Fahrerfeld ließ das Rennen ruhig angehen, in den ersten drei Stunden wurden lediglich 110 Kilometer zurückgelegt. Erst kurz vor Lübbenau kam es zu einer Tempoverschärfung durch eine Gruppe um den späteren Sieger Martin Goetze, der als amtierender DDR-Meister ins Rennen ging. Nach 200 Kilometern betrug der Vorsprung der Spitzengruppe mehr als drei Minuten. Damit war eine Vorentscheidung gefallen. Goetze forcierte erneut am Anstieg zum Funkerberg in Königs Wusterhausen, lediglich Andreas Lux konnte ihm folgen. Im Zielsprint hatte dann Goetze das bessere Ende für sich und gewann deutlich. Es war sein dritter Sieg in diesem Rennen. Bis zum 11. Platz kamen die Fahrer einzeln ins Ziel, die große Hauptgruppe hatte dann bereits einen Rückstand von 20 Minuten. Bester BSG-Fahrer wurde Jochen Hahn auf dem 5. Rang.
|     | Fahrer           | Ort                    | Zeit (h)       |
| 01. | Martin Goetze    | SC DHfK Leipzig        | 6:16:14        |
| 02. | Andreas Lux      | SC DHfK Leipzig        | +00:01 Minuten |
| 03. | Dirk Scheunemann | ASK Vorwärts Frankfurt | +00:32 Minuten |
| 04. | Mario Kummer     | SG Wismut Gera         | +00:40 Minuten |
| 05. | Jochen Hahn      | BSG Turbine EK Berlin  | +00:49 Minuten |
| 06. | Ralf Schmidt     | SC Dynamo Berlin       | +02:08 Minuten |
| 0 … |                  |                        |                |